# Tapeina dispar
Tapeina dispar är en skalbaggsart som beskrevs av Amédée Louis Michel Lepeletier och Audinet-serville 1828. Tapeina dispar ingår i släktet Tapeina och familjen långhorningar.
Artens utbredningsområde är Paraguay. Inga underarter finns listade i Catalogue of Life.